# Cana (Virginie)
Pour les articles homonymes, voir Cana.
Cana est une census-designated place située dans le comté de Carroll, dans l’État de Virginie, aux États-Unis. Lors du recensement de 2020, elle comptait 1 243 habitants.